# Хорезмська імперія
36°12′48″ пн. ш. 58°47′45″ сх. д. / 36.213333333333° пн. ш. 58.795833333333° сх. д.
Держава Хорезмшахів (туркм. Horezm; узб. Xorazm; перс. خوارزم — Khwārazm) — назва центральноазіатської Хорезмської імперії, прийнята у сходознавстві, яка знаходилася в низов'ях Амудар'ї. Правила державою династія Ануштегинидів, походила з огузо-туркменського племені бегдили. Хорезмшахи правили значною частиною Середньої Азії та Ірану приблизно з 1077 по 1231 рік, спочатку як васали сельджуків і каракітаїв, а потім як незалежні правителі, аж до монгольського вторгнення до Хорезму в XIII столітті. Держава займала 2,3 (або 3,6) мільйона квадратних кілометрів.
Династія була заснована воєначальником Ануш-Тегіном, колишнім тюркським рабом сельджуцьких султанів, який був призначений намісником Хорезму. Його син, Кутб ад-Дін Мухаммед I, став першим спадковим шахом Хорезму. Найвищого розквіту імперія досягла на початку XIII століття за правління Ала ад-Діна Мухаммеда II. Правителі Хорезму носили титул Хорезмшахів. Держава Хорезмшахів загинула в результаті нападу монголів Чингісхана.

## Історія
Відомо, що титул хорезмшах уведено в 305 році нашої ери засновником династії Афригідів і проіснував до 995 року.
Після деякої перерви титул відновили. Під час повстання в 1017 році хорезмійські повстанці вбили Абу-л-Аббаса Мамуна і його дружину Хурраджи, сестру Газневідського султана Махмуда. У відповідь Махмуд вторгся і окупував район Хорезму, до якого входили Наса і рибат Фарава. У результаті з 1017 з 1034 рік Хорезм став провінцією імперії Газневидів. У 1077 році губернаторство провінції, яка з 1042 по 1043 рік належала сельджукам, перейшло в руки Ануш-Тегіна, колишнього тюркського раба сельджуцького султана.
У 1097 році хорезмський губернатор тюркського походження Екінчі ібн Кочкар оголосив про незалежність від сельджуків і оголосив себе шахом Хорезму. У цьому ж році він був убитий. Сельджуки захопили Хорезм і призначили хорезмшахом тюрка з огузо-туркменського роду бекділі Кутб ад-Діна Мухаммеда I. Протягом усього свого правління він залишався васалом сельджуцького султана Санджара, зберігаючи лояльність до нього.

### Хорезмшах Атсиз
Його наступник Ала ад-Дін Атсиз постійно прагнув позбутися протекторату сельджуцького султана Санджара. У 1138 році він повстав проти свого сюзерена, але був розгромлений Санджаром і змушений був тікати. Ахмед Санджар звів на хорезмійський престол племінника Атсиза Сулейман-шаха. Однак Сулейман-шах не зміг утримати владу над Хорезмом і в 1141 році султан Санджар повернув Атсиза на престол.
У тому ж році до Середньої Азії зі сходу прийшли нові завойовники — каракитаї на чолі з Єлу Даші. Сельджуцький султан Санджар змушений був прийти на допомогу Караханіду хану Махмуду, який був його найближчим родичем. Битва з каракитаями поблизу Самарканда закінчилася повною поразкою Санджака. Хорезмшах Атсиз тут же скористався поразкою Санджака і взимку 1141 року захопив і розграбував Мерв, а в 1142 році вже наблизився до Нішапуру.
Проте вже в 1142 році султан Санджар знову змусив Атсиза платити данину, а крім цього Хорезму довелося платити данину і каракитаям.

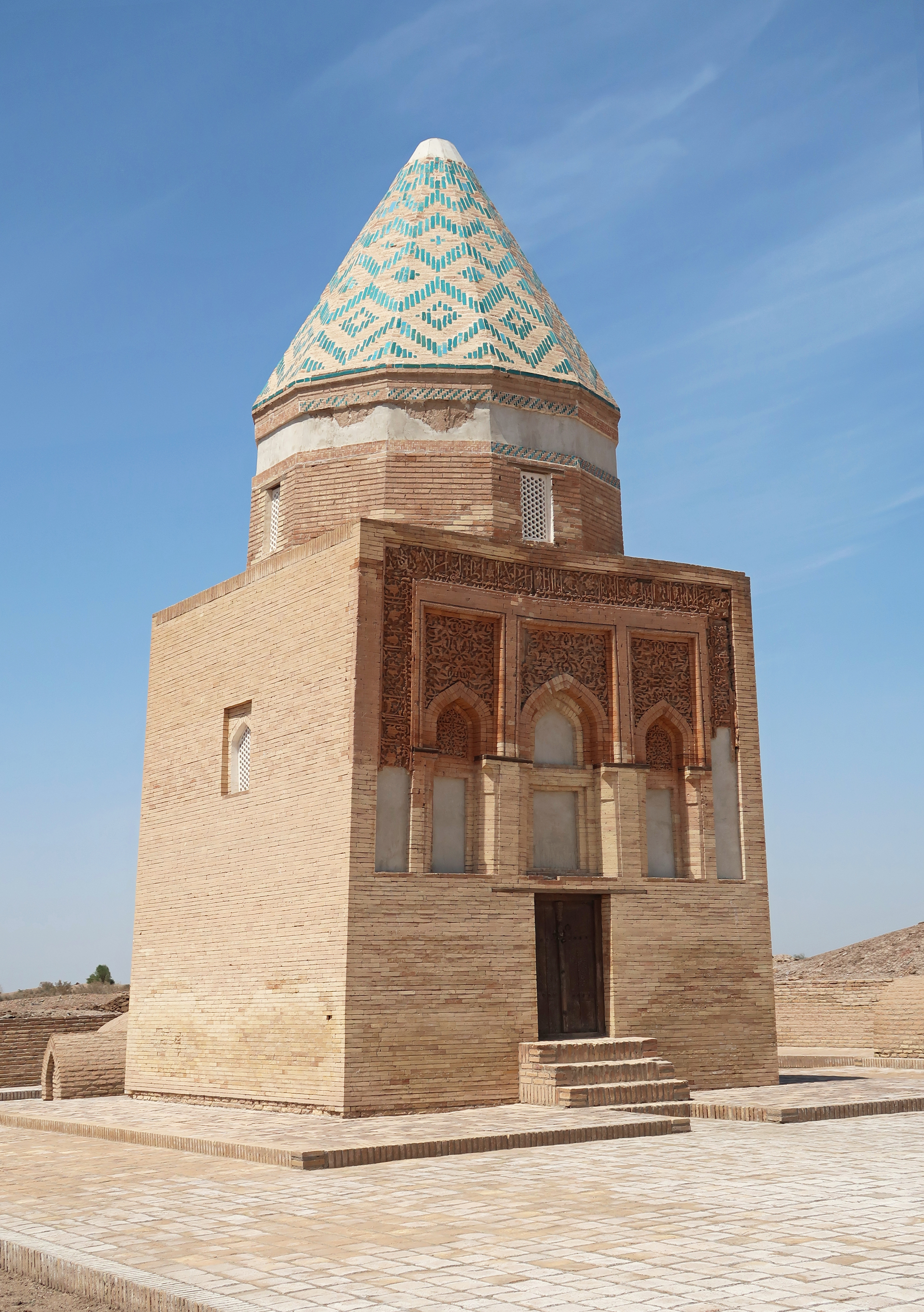
Мавзолей хорезмшаха Іль-Арслана, Кенеургенч, Туркменістан

Він продовжив політику збирання земель, розпочату його попередниками, приєднав до Хорезму Дженд та Мангишлак. Багато кочових племен стали васалами хорезмшахів. До кінця свого життя Атсиз підпорядкував Хорезму всю північно-західну частину Середньої Азії і фактично домігся його незалежності від сусідів.

### Хорезмшах Іл-Арслан
У 1156 році Атсиз помер, на престолі Хорезму його змінив його син Тадж ад-Дін Іл-Арслан.
Як і батько, він платив данину сельджуцькому султанові Санджару і каракитаям. Втім, через кілька місяців після приходу Іл-Арслана до влади, в 1157 році, Санджар вмирає, що дозволяє Хорезму повністю звільнитися від сельджуцької опіки.
В 1160-х роках Іл-Арслан приєднує до володінь Хорезму Дегістан з околицями. Йому вдається підпорядкувати кілька міст Хорасана. Він намагається підпорядкувати собі частину міст Іракського султанату, Мавераннахра. В 1172 році він успішно відбив наступ каракітаїв на Хорезм. Незабаром після цього Іл-Арслан помер, а його сини Ала ад-Дін Текіш та Джелал ад-Дін Султан-шах розпочали боротьбу за престол.

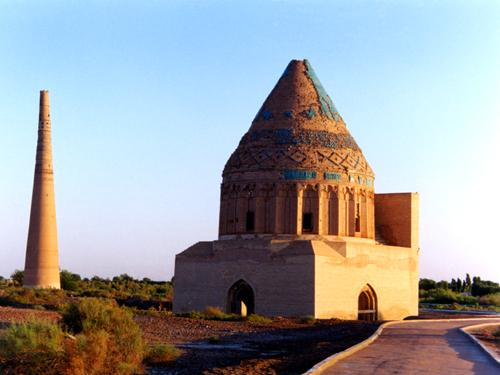
Мавзолей хорезмшаха Текеша, Кенеургенч, Туркменістан

### Хорезмшахи Султан-шах і Текеш
Після смерті Іл-Арслана престол обійняв молодший брат Текіша Султан-шах, але Текіш відмовився визнати владу брата і звернувся за допомогою до споконвічних ворогів хорезмшахів — каракитаїв, пообіцявши їм щорічну данину.
За їх допомоги Текішу вдалося змістити брата і зайняти трон Хорезму. Прийшовши до влади він наказав убити свою матір, яка підтримувала Султан-шаха, самому ж Султан-шаху вдалося втекти і ще протягом двадцяти років той заперечував право на владу.

### Хорезмшах Текеш

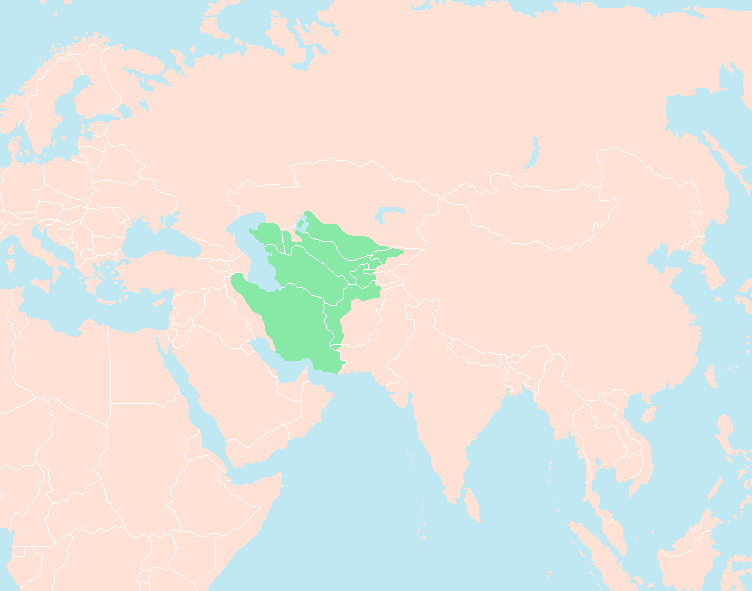
Територія в 1190—1220 рр.

Лише після смерті Султан-шаха в 1183 році Текеш зміг остаточно приєднати до Хорезму Мерв та Серахс (1193). Крім того, прагнучи позбутися васальної залежності від каракітаїв, Текіш здійснив кілька походів на Мавераннахр. У 1176 році він підкорив Південний Хорасан, а правителя Гори зробив своїм васалом. В 1187 році хорезмшах взяв Нішапур, в 1192 році — Рей, а через два роки захопив Ірак.
У 1194 році Текеш розбив війська західно-сельджуцького султана Рукн ад-Діна Тогрула III, а в 1196 — аббасидського халіфа Насіра.
Таким чином, у період правління шаха Текіша Хорезмська імперія стала однією з наймогутніших держав Центральної Азії. Його володіння простягалася від Аральського моря і пониззя Сирдар'ї на півночі до Перської затоки на півдні, від Паміру на сході і до Іранського нагір'я на заході, за своє правління він зумів збільшити території Хорезму вдвічі. Крім усього іншого, збереглися також відомості про бібліотеку в Кенеургенчі, заснованій Текішем.

### Хорезмшах Мухаммед II
Після смерті хорезмшаха Текіша на престол вступив його молодший син Ала ад-Дін Мухаммед, який розширив володіння Хорезму.
Правління Мухаммеда II почалося з війни з гурідами, які захопили велике місто Мерв, майже без бою зайняли Абіверд, Серахс та Нісу, взяли Нішапур і полонили брата хорезмшаха, якого відправили до Герата. Обложивши Герат, війська Мухаммеда протягом місяця намагалися прорвати його оборону. Лише після отримання відкупу хорезмшах зняв облогу. До цього часу на допомогу правителю гурідів Гіяс ад-Діну з Індії підійшли війська його брата — Шихаб ад-Діна. Після досить кровопролитної битви хорезмійцям довелося відступити. Переслідуючи відступаючі війська Мухаммеда II, Шихаб ад-Дін оточив хорезмійську столицю Кенеургенч, обороною якої керувала мати шаха — цариця Теркен-хатун. За підтримки каракітаїв Мухаммеду вдалося витіснити гурідів за межі Хорезма і укласти мир, однак вони не полишали спроб розв'язати війну.

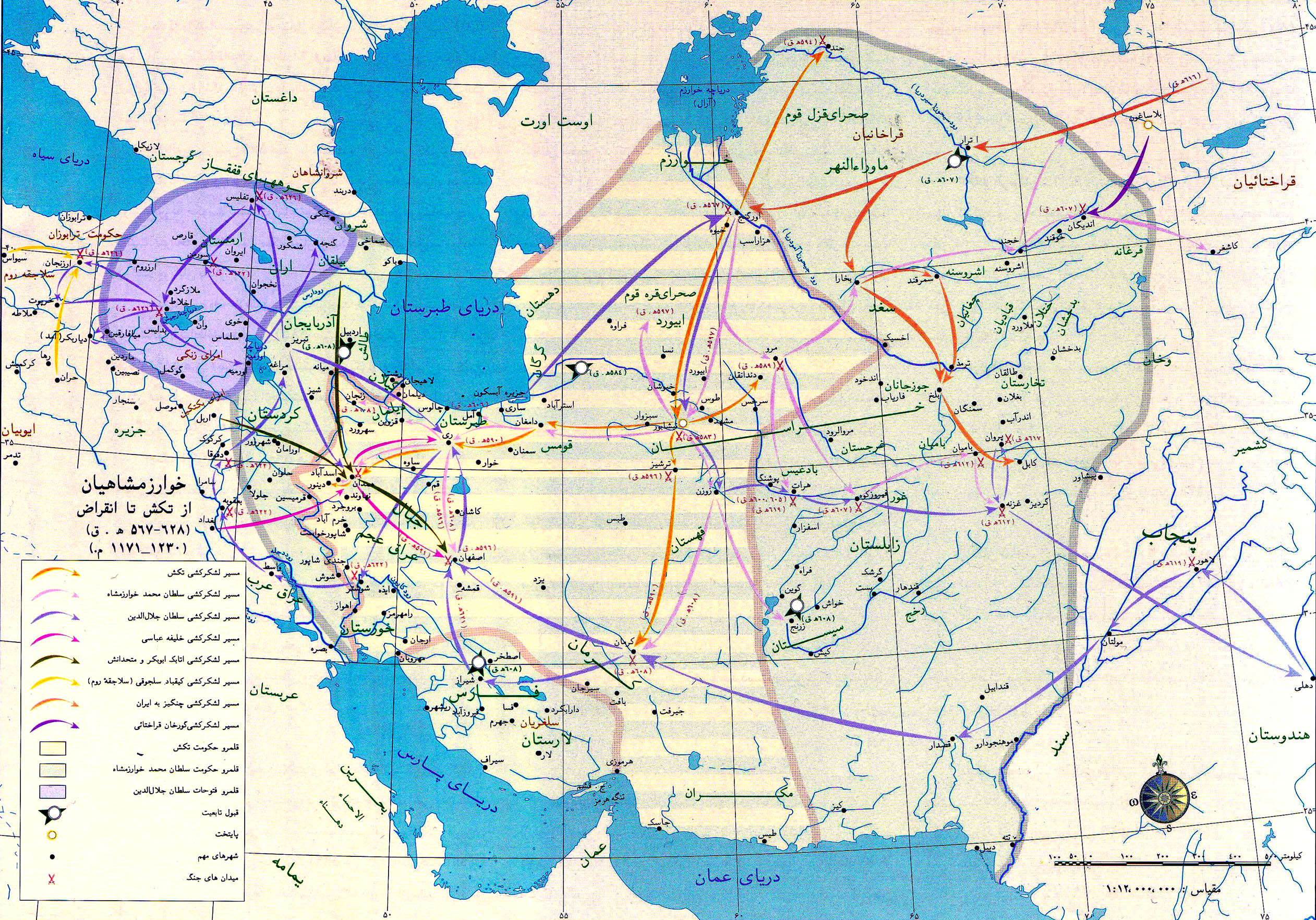
Територія в 1171—1230 рр.

Тільки після вбивства Шихаб ад-Діна в 1206 році ця небезпека зникла. Гурідська держава розпалася на частини, які незабаром потрапили в залежність від Хорезму.
Після перемоги над гурідами Мухаммед став готуватися до війни з каракитаями. Але в першому ж бою каракитаї, підкупивши правителів Хорасана і Самарканда, розгромили армію хорезмшаха, після чого Мухаммед на деякий час зник з поля зору своїх наближених. Тільки навесні 1208 року Мухаммед повернувся до Хорезма. Зміцнивши свою державу, він приступив до рішучої боротьби з каракитаями, спираючись при цьому на підтримку мусульман каракитайської держави, що сприймали його як визволителя. У вересні 1210 року у битві на рівнині Іламіш за Сирдарйою каракитайські війська зазнали поразки.
У 1212 році в Самарканді спалахнуло повстання під проводом караханідського хана Османа. Воно було жорстоко придушене Мухаммедом і Західно-Караханідське ханство було ліквідоване, після чого він вирішив зробити Самарканд своєю столицею. У 1212 році він переніс свою столицю з Гурганджа до Самарканда. Таким чином, він включив майже весь Мавераннахр і сучасний Афганістан до своєї імперії, яка після подальших завоювань в Західному Ірані (до 1217 році) простягалася від Сирдар'ї до Загроських гір і від північних районів Гіндукушу до Каспійського моря. До 1218 році населення імперії становила 5 мільйонів чоловік. У 1217 році Мухаммед вирушив у похід на Багдад, один з духовних центрів мусульманського світу, бажаючи стати не тільки світським, але й духовним володарем. Однак при переході гірського перевалу його війська потрапили в снігопад і понесли значні втрати. Мухаммеду довелося відмовитися від своїх планів і повернутися до Самарканду.
До 1215 році його влада хорезмшаха поширилася на сам Хорезм, а також Мавераннахр,Туркменістан, Афганістан, Іран, Атропатена, Хорасан, Південний Казахстан, а також інші території.
Але зі сходу йшли монголи під проводом Чингісхана.

### Війна з монголами

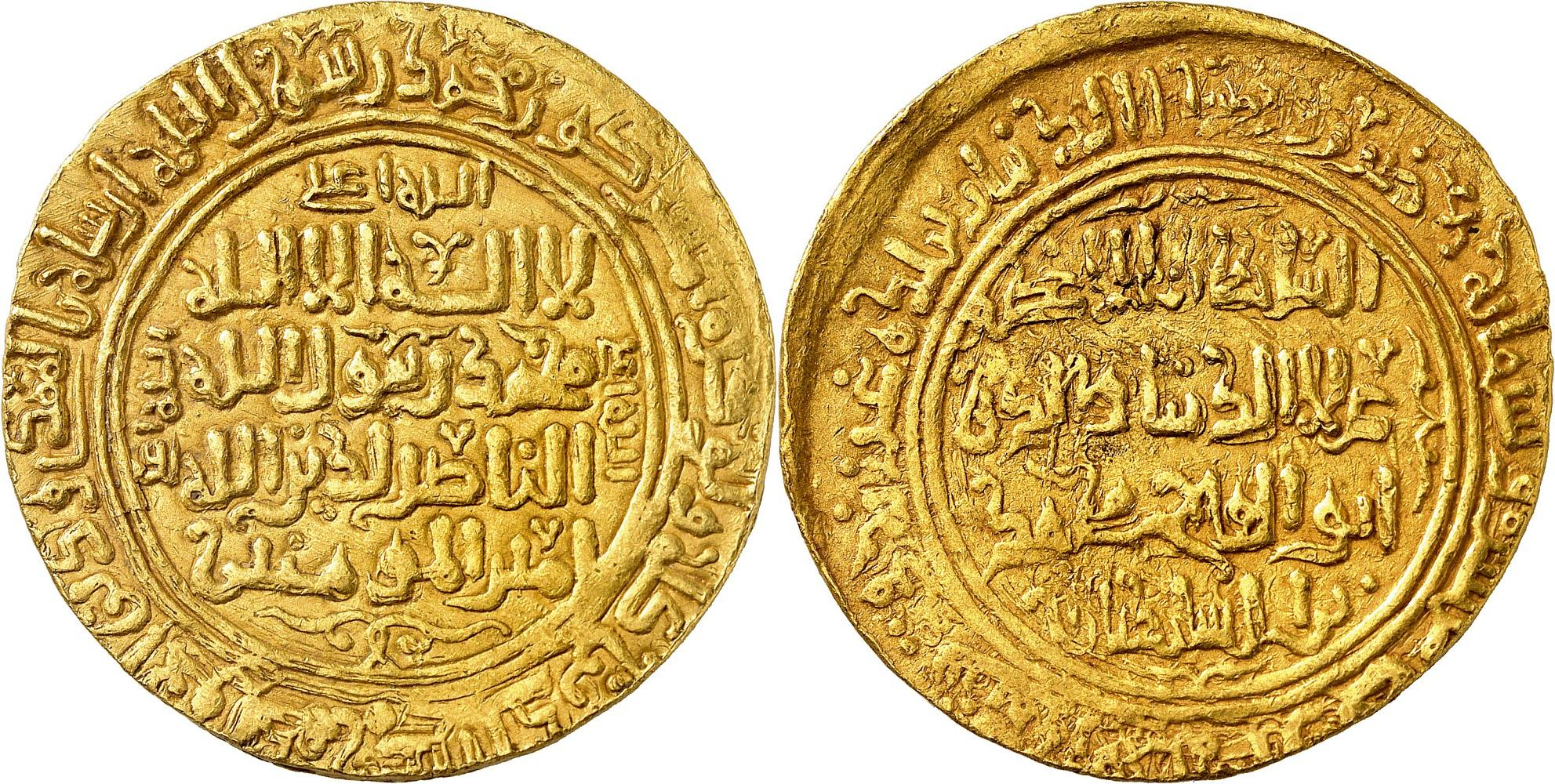
Золотий динар Мухаммеда II

Хорезм на початку XIII століття був на вершині своєї могутності, він об'єднував землі власне Хорезму, Мавераннахра, Ірану, Хорасана, сучасного Південного Казахстану.
Проте вразливим місцем в імперії Мухаммеда II було всесилля канглійської знаті, яка обіймала провідні пости в адміністративному та військовому апараті.
Мати хорезмшахів Мухаммеда Теркен-хатун походила з тюркського роду кангли і володіла величезним впливом при дворі, фактично сама призначаючи своїх родичів на всі ключові державні посади. Користуючись їхньою підтримкою, вона фактично очолила опозицію своєму синові. Особливо загострилися стосунки перед монгольською навалою.
У 1218 році Чингісхан відправив до Мухаммеда посольство з пропозицією укласти союз для спільної боротьби з конкурентами на сході і взаємовигідної торгівлі. Хорезмшах відмовився йти на угоду з «невірними» і за пропозицією правителя Отрара Каїр-хана стратив послів-купців, відправивши їх голови хану. Чингісхан зажадав видачі Каїр-хана, але хорезмшах, побоюючись гніву знаті, відмовився, і Мухаммед знов стратив одного з учасників наступного монгольського посольства.
Незважаючи на більш ніж триразову перевагу свого війська над армією монголів Хорезмшах, побоюючись змови з боку воєначальників, розділив свою армію на декілька частин і гарнізонів, чим фактично прирік її на поразку.
Після перемоги над Кучлук-ханом монгольське військо на чолі з Субедей-багатуром і Тохучар-найоном наблизилося до кордонів Хорезму і зіткнулося з військами хорезмшахів. Праве крило хорезмського війська під командуванням сина Мухаммеда Джелал ад-Дін Манкбурна досягло успіху на своєму фланзі і допомогло центру і лівому крилу свого війська. До настання темряви ні одна зі сторін не досягла суттєвих результатів. Вночі монголи розпалили багаття і покинули місце битви. Навесні 1219 року, не закінчивши завоювання Китаю, Чингісхан відправив 50-тисячну армію до Хорезму.
У 1219 році в ході наступу військ Чингісхана на Хорезм Мухаммед II не наважився дати генеральну битву, залишивши свою армію розкиданою окремими загонами по містах і фортецях всієї держави. Один за одним під натиском монголів впали Отрар, Худжанд, Ташкент (Чач), Бухара, Самарканд, Балх, Мерв, Нішапур, Герат, Кенеургенч та інші великі хорезмські міста. Монголи знищили мільйони містян (лише у Мерві більше 500 000 мешканців), інших продавали в рабство.
Хорезмшах із залишками армії, спочатку відступив у свої перські володіння, після чого втік з невеликим загоном до прикаспійської області, де й помер на острові Абескун в Каспійському морі від нападу пневмонії. Держава хорезмшахів припинила існування, незважаючи на те, що син і спадкоємець Мухаммеда Джелал ад-Дін Менгуберди ще близько десяти років продовжував чинити опір монголам, перебуваючи при цьому в Делі і Малій Азії.
Останнім представником династії хорезмшахів-ануштегинідів був майбутній султан Єгипту Кутуз, який зміг зупинити монголів і врятувати західний мусульманський світ від їх варварських походів.

## Хорезмшахи
| Хорезмшахи                       | Хорезмшахи             | Хорезмшахи                              |
| Ім'я                             | Роки правління         | Титули                                  |
| -------------------------------- | ---------------------- | --------------------------------------- |
| Екінчі ібн Кочкар                | 1097                   | хорезмшах                               |
| Династія Ануштегінідів (Бекділі) |                        |                                         |
| Мухаммед I (Хорезмшах)           | 1097—1127              | хорезмшах                               |
| Ала ад-Дін Атсиз                 | 1127—1138, 1139 — 1156 | хорезмшах                               |
| Сулейман-шах                     | 1138—1139              | хорезмшах                               |
| Тадж ад-Дін Іл-Арслан            | 1156—1172              | хорезмшах                               |
| Джелал ад-Дін Султан-шах         | 1172                   | хорезмшах                               |
| Ала ад-Дін Текіш                 | 1172—1200              | хорезмшах                               |
| Мухаммед II Ала ад-Дін           | 1200—1220              | хорезмшах                               |
| Джелал ад-Дін Манкбурну          | 1217—1220 — 1231       | султан Газні, Баміана та Гура хорезмшах |